# Districte de Žďár nad Sázavou
El districte de Žďár nad Sázavou - (txec) Okres Žďár nad Sázavou - és un districte de la regió de Vysočina, a la República Txeca. La capital és Žďár nad Sázavou.

## Llista de municipis
Baliny - 
Blažkov - 
Blízkov - 
Bobrová - 
Bobrůvka - 
Bohdalec - 
Bohdalov - 
Bohuňov - 
Borovnice - 
Bory - 
Březejc - 
Březí nad Oslavou - 
Březí - 
Březské - 
Budeč - 
Bukov - 
Býšovec - 
Bystřice nad Pernštejnem - 
Černá - 
Chlumek - 
Chlumětín - 
Chlum-Korouhvice - 
Cikháj - 
Dalečín - 
Daňkovice - 
Dlouhé - 
Dobrá Voda - 
Dolní Heřmanice - 
Dolní Libochová - 
Dolní Rožínka - 
Fryšava pod Žákovou horou - 
Hamry nad Sázavou - 
Herálec - 
Heřmanov - 
Hodíškov - 
Horní Libochová - 
Horní Radslavice - 
Horní Rožínka - 
Jabloňov - 
Jámy - 
Javorek - 
Jimramov - 
Jívoví - 
Kadolec - 
Kadov - 
Karlov - 
Kněževes - 
Koroužné - 
Kotlasy - 
Kozlov - 
Krásné - 
Krásněves - 
Křídla - 
Křižánky - 
Křižanov - 
Křoví - 
Kuklík - 
Kundratice - 
Kyjov - 
Lavičky - 
Lhotka - 
Lísek - 
Líšná - 
Malá Losenice - 
Martinice - 
Matějov - 
Měřín -
Milasín - 
Milešín - 
Mirošov - 
Moravec - 
Moravecké Pavlovice - 
Netín - 
Nížkov - 
Nová Ves - 
Nová Ves u Nového Města na Moravě - 
Nové Dvory - 
Nové Město na Moravě - 
Nové Sady - 
Nové Veselí - 
Nový Jimramov - 
Nyklovice - 
Obyčtov - 
Ořechov - 
Oslavice - 
Osová Bítýška - 
Osové - 
Ostrov nad Oslavou - 
Otín - 
Pavlínov - 
Pavlov - 
Petráveč - 
Pikárec - 
Písečné - 
Počítky - 
Poděšín - 
Podolí - 
Pokojov - 
Polnička - 
Prosetín - 
Račice - 
Račín - 
Radenice - 
Radešín - 
Radešínská Svratka - 
Radkov - 
Radňoves - 
Radňovice - 
Radostín nad Oslavou - 
Radostín - 
Řečice - 
Rodkov - 
Rosička - 
Rousměrov - 
Rovečné - 
Rožná - 
Rozseč - 
Rozsochy - 
Ruda - 
Rudolec - 
Sázava - 
Sazomín - 
Sejřek - 
Sirákov - 
Sklené - 
Sklené nad Oslavou - 
Skorotice - 
Škrdlovice - 
Skřinářov - 
Sněžné - 
Spělkov - 
Štěpánov nad Svratkou -
Strachujov - 
Stránecká Zhoř - 
Strážek - 
Střítež - 
Sulkovec - 
Světnov - 
Sviny - 
Svratka - 
Tasov - 
Tři Studně - 
Ubušínek - 
Uhřínov - 
Ujčov - 
Újezd - 
Unčín - 
Vatín - 
Věchnov - 
Věcov - 
Velká Bíteš - 
Velká Losenice - 
Velké Janovice - 
Velké Meziříčí - 
Velké Tresné - 
Vepřová - 
Věstín - 
Věžná - 
Vídeň - 
Vidonín - 
Vír - 
Vlachovice - 
Vlkov - 
Vojnův Městec - 
Vysoké -
Záblatí - 
Zadní Zhořec - 
Ždánice -
Žďár nad Sázavou - 
Znětínek - 
Zubří - 
Zvole